# Авершина, Людмила Петровна
Людми́ла Петро́вна Аве́ршина (род. 31 января 1938, Стоговка, Куйбышевская область) — советский и российский чувашский врач. Заслуженный врач Чувашской АССР (1979). Заслуженный врач Российской Федерации (1995).

## Биография
Людмила Авершина родилась 31 января 1938 года в селе Стоговка Кузоватовского района Средневолжского края (ныне Ульяновская область).
В 1961 году окончила лечебный факультет Казанского медицинского института (ныне Казанский государственный медицинский университет). В период с 1961 по 1980 год работала главным врачом Алтышевской участковой больницы Алатырского района, участковым терапевтом, заместителем главного врача по лечебной части. С 1990 по 2010 год — главный врач Республиканской больницы № 2 (с 2004 года учреждение носит название «Республиканский клинический госпиталь для ветеранов войн»).
В 1990 году Республиканская больница № 2 под руководством Л. П. Авершиной была перепрофилирована для обслуживания инвалидов Великой Отечественной войны и инвалидов-военнослужащих, которые проходили службу в Афганистане, а также Героев Советского Союза, Героев Социалистического Труда. Здесь лечились жители блокадного Ленинграда, бывших узников концлагерей, ликвидаторов чернобыльской аварии, участников других войн и событий в горячих точках. В апреле 2004 года учреждение было официально переименовано ГУЗ «Республиканский клинический госпиталь для ветеранов войн» Министерства здравоохранения и социального развития Чувашской Республики. В 2005 году оно заняло 2 место в номинации «Лучший „молодой“ госпиталь для ветеранов войн» в I Всероссийском конкурсе.
Муж — Александр Сергеевич Авершин.

## Награды
- Заслуженный врач Чувашской АССР (1979);
- Заслуженный врач Российской Федерации (1995);
- Нагрудный знак «Отличник здравоохранения»[4];
- Памятная медаль «100-летие образования Чувашской автономной области»[5].